# 申博爾恩 (穆卡切沃區)
48°23′24″N 22°43′5″E / 48.39000°N 22.71806°E
申博爾恩（烏克蘭語：Шенборн）是位於烏克蘭西部外喀爾巴阡州的穆卡切沃區的村莊，面積0.63平方公里，海拔高度162米，2001年人口377，人口密度每平方公里594.64人。